# Andreea Cioacă
Andreea Cioacă ist eine ehemalige rumänische Biathletin.
Andreea Cioacă startete für CSS Dinamo Râșnov – CSAMB Predeal. Sie machte erstmals im Rahmen des IBU-Sommercup 2009 auf sich aufmerksam, als sie in Bansko bei einer Crosslauf-Sommercup-Veranstaltung in einem Sprintrennen hinter Nina Klenowska und Vladimíra Točeková Dritte wurde und erstmals in der höchsten Rennserie des Sommerbiathlons eine Podiumsplatzierung erreichte. Bei der Militär-Skiweltmeisterschaft 2010 in Brusson wurde Cioaca 40. des Sprints und mit Gabriela Lenacă, Mihaela Purdea und Simona Crăciun Zehnte in der Militärpatrouille.
Im April 2010 wurde sie Dritte bei den rumänischen Biathlonlandesmeisterschaften der Juniorinnen in Piatra Arsă.